# Église Saint-Crépin de Saint-Crépin-et-Carlucet
L'église Saint-Crépin est une église catholique située village de Saint-Crépin sur le territoire de la commune de Saint-Crépin-et-Carlucet, en France. Datant du XIIe siècle, remaniée aux XIVe et XVe siècles, elle est d'architecture romane.

## Localisation
L'église est située dans le département français de la Dordogne, sur la commune de Saint-Crépin-et-Carlucet.

## Historique
L'église Saint-Crépin est édifiée au XIIe siècle selon l'architecture romane de l'époque. Elle est ensuite modifiée et remaniée aux XIVe et XVe siècles ; la nef, notamment, a été revoûtée.
Cet édifice est inscrit au titre des monuments historiques le 12 décembre 1975.